# ساتوشی سایاما
ساتوشی سایاما (ژاپنی: 佐山 敏؛ زادهٔ ۲۷ مهٔ ۱۹۸۰) یک بازیکن فوتبال اهل ژاپن است.
از باشگاه‌هایی که در آن بازی کرده‌است می‌توان به باشگاه فوتبال وگالتا سندای اشاره کرد.